# R–12 Dvina
Az R–12 Dvina (oroszul: Р–12 Двина, NATO-kódja: SS–4 Sandal) szovjet közepes hatótávolságú ballisztikus rakéta, amelyet a hidegháború idején fejlesztettek ki és telepítettek. GRAU-kódja 8K63. A 2 Mt körüli hatóerejű robbanófejjel felszerelt rakéta feladata egy Nyugat-Európa elleni szovjet támadás esetén a stratégiai célok pusztítása lett volna. Az R–12 rakéták kubai telepítése vezetett az 1962-es kubai rakétaválsághoz. Hordozórakétaként használt változata a Koszmosz–2.

## Külső hivatkozások
- A rakétát kifejlesztő Pivdenne (korábban Juzsnoje) Tervezőiroda honlapja
- R-12 / SS-4 SANDAL – A FAS.org ismertetője